# Eriopyga rubrirena
Eriopyga rubrirena là một loài bướm đêm trong họ Noctuidae.